# Grand Prix automobile d'Allemagne 1953
GP précédent GP suivant
Le Grand Prix d'Allemagne 1953 (XVI Grosser Preis von Deutschland), disputé sous la réglementation Formule 2 sur le Nürburgring le 2 août 1953, est la trentième épreuve du championnat du monde de Formule 1 courue depuis 1950 et la septième manche du championnat 1953.

## Contexte avant le Grand Prix

### Le championnat du monde
Le Grand Prix d'Allemagne constitue la septième épreuve du championnat du monde 1953, disputé pour la deuxième année consécutive sous la réglementation formule 2 (moteurs deux litres atmosphériques) par suite du désengagement des principaux constructeurs de F1 à la fin de la saison 1951. Depuis deux ans, cette formule est totalement dominée par Ferrari, qui dispose avec la 500 F2 d'une monoplace très homogène et d'une fiabilité remarquable. Hormis les 500 miles d'Indianapolis, épreuve courue sous une réglementation spécifique, Ferrari a été victorieux dans toutes les manches du championnat du monde depuis 1952 et Alberto Ascari est en passe de remporter un second titre consécutif. La marque Maserati, grâce aux pilotes argentins Juan Manuel Fangio et José Froilán González, s'est montrée cette année un concurrent redoutable sur les circuits rapides, mais n'a pu à ce jour s'imposer.

### Le circuit
Développant près de 23 km et comptant 176 virages sur un terrain très accidenté, la boucle nord du Nürburgring est considérée comme l'un des tracés les plus sélectifs du championnat. Cette piste a été avant-guerre le théâtre d'affrontements spectaculaires, les monoplaces développant alors près de 500 chevaux, et le record du tour est toujours détenu par le pilote allemand Hermann Lang, qui accomplit un tour à 138,66 km/h de moyenne au volant de sa Mercedes lors du Grand Prix de l'Eifel 1939.

## Monoplaces en lice
- Ferrari 500 "Usine"

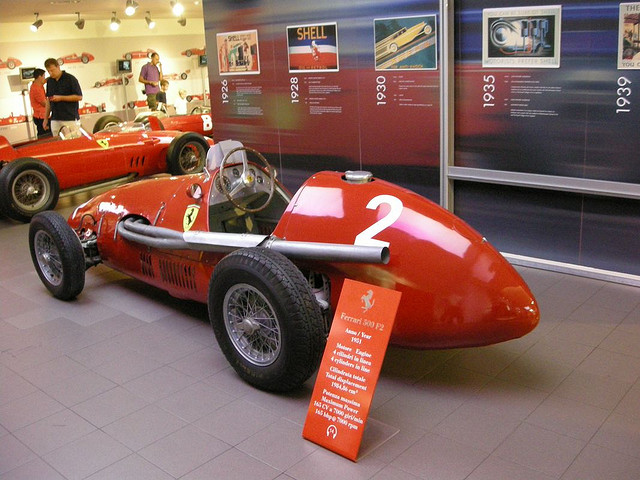
La Ferrari 500 F2, invaincue en championnat depuis deux saisons.

Pour sa deuxième saison, la Ferrari 500 F2 continue à exercer une domination absolue sur le championnat du monde des conducteurs. Cette monoplace, équipée d'un quatre cylindres en ligne développant environ 180 chevaux à 7500 tr/min, a pour atouts une souplesse remarquable, un très bon freinage et une excellente motricité, son châssis bénéficiant d'un pont De Dion, contrairement à sa principale rivale, la Maserati. Alberto Ascari et Giuseppe Farina bénéficient de la dernière évolution à deux carburateurs double corps, procurant plus de puissance à bas régime, tandis que Mike Hawthorn et Luigi Villoresi disposent des habituelles versions à quatre carburateurs. Épaulant les quatre voitures d'usine, Jacques Swaters et Louis Rosier pilotent des versions clients de la Ferrari 500, légèrement moins puissantes car bridées à 6500 tr/min. Le pilote allemand Kurt Adolff est quant à lui engagé sur un ancien modèle, la Ferrari 166 de l'Écurie Espadon.
- Maserati A6SSG "Usine"

Avec son six cylindres développant 190 chevaux à 7500 tr/min, la A6SSG (ou A6GCM « Interim ») est la monoplace la plus puissante du plateau. En revanche, son pont arrière rigide la pénalise en motricité, un sérieux handicap sur les circuits sinueux tels le Nürburgring. Les deux pilotes de pointe de l'équipe, Juan Manuel Fangio et José Froilán González, parviennent à la mener à la limite et sont passés très près de la victoire à Spa-Francorchamps et à Reims. L'usine aligne trois voitures pour Fangio, Felice Bonetto et Onofre Marimon. Accidenté le week-end précédent aux essais du Grand Prix de Lisbonne au volant de sa Lancia D23, González a dû déclarer forfait. Emmanuel de Graffenried a engagé son A6SSG personnelle, préparée par la Scuderia Platé.
- Gordini T16 "Usine"

Très agiles, les petites Gordini T16, équipées d'un six cylindres en ligne développant environ 160 chevaux), pourraient espérer un classement honorable sur ce circuit accidenté, à condition que la fiabilité soit au rendez-vous. Mais le manque de préparation et la pénurie de pièces de rechange rendent toutefois improbable une telle issue. Trois voitures ont été engagées, pour les pilotes habituels Jean Behra, Maurice Trintignant et Harry Schell.
- Connaught A "Usine"

Comme à Silverstone, Connaught a engagé trois « Type A », à moteur quatre cylindres Lea Francis alimenté par injection et développant environ 150 chevaux pour Roy Salvadori, Kenneth McAlpine et le Prince Bira. L'Écurie Belge dispose d'un modèle identique piloté par Johnny Claes.
- Cooper "Usine"

Stirling Moss aligne sa Cooper Special à moteur Alta (environ 160 chevaux), officiellement engagée par l'usine. Deux T23 privées à moteur six cylindres Bristol d'une puissance de l'ordre de 150 chevaux sont également présentes pour Alan Brown et Rodney Nuckey.
- Veritas

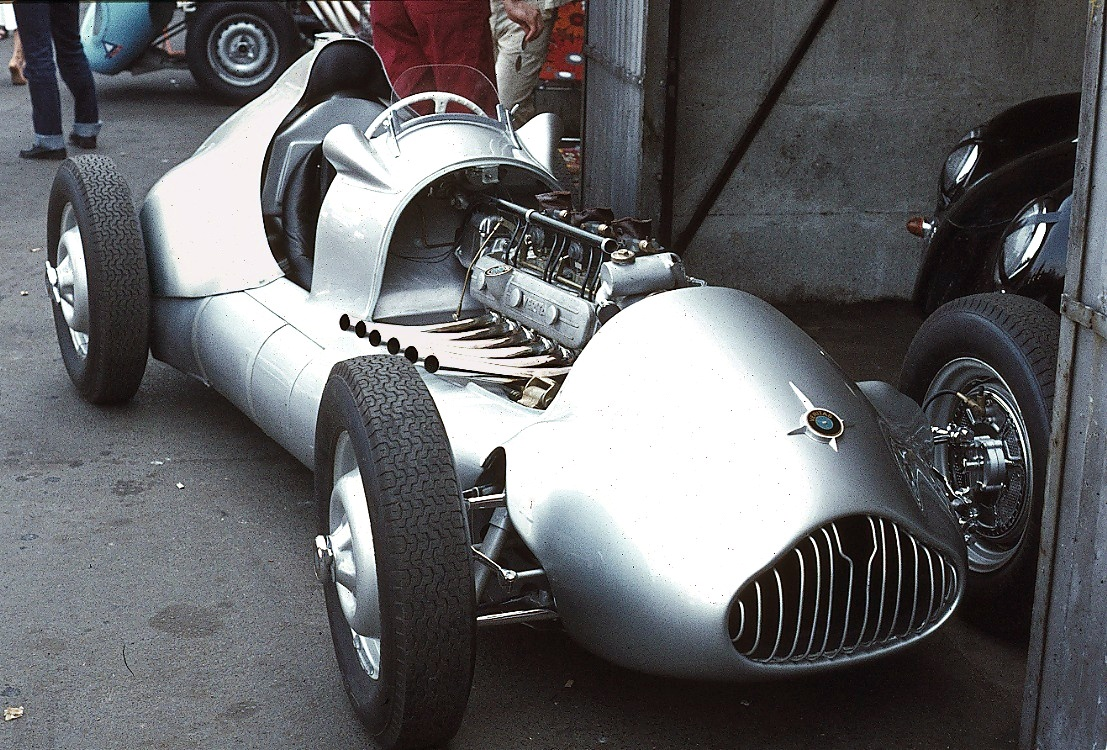
Veritas est la marque la plus représentée, ici une Veritas Meteor semblable à celle que pilote l'espoir allemand Hans Herrmann.

Comme l'an passé, les Veritas sont les plus représentées du plateau, avec huit voitures engagées par des écuries ou pilotes privés. On trouve quatre monoplaces Veritas Meteor et quatre spiders RS, toutes équipées d'un six cylindres d'environ 140 chevaux.
- AFM, BMW & EMW

Trois AFM, deux BMW spéciales et une EMW (nouveau nom pour les voitures produites dans l'ancienne usine BMW d'Eisenach) complètent le plateau. Elles sont toutes équipées d'un moteur dérivé de la fameuse BMW 328 et conduites par des pilotes locaux, dont le célèbre Hans Stuck, pilote officiel d'Auto Union avant-guerre.

## Coureurs inscrits
| no | Pilote                  | Écurie                    | Constructeur | Châssis        | Moteur         | Pneumatiques |
| -- | ----------------------- | ------------------------- | ------------ | -------------- | -------------- | ------------ |
| 1  | Alberto Ascari          | Scuderia Ferrari          | Ferrari      | Ferrari 500    | Ferrari L4     | P            |
| 2  | Giuseppe Farina         | Scuderia Ferrari          | Ferrari      | Ferrari 500    | Ferrari L4     | P            |
| 3  | Mike Hawthorn           | Scuderia Ferrari          | Ferrari      | Ferrari 500    | Ferrari L4     | P            |
| 4  | Luigi Villoresi         | Scuderia Ferrari          | Ferrari      | Ferrari 500    | Ferrari L4     | P            |
| 5  | Juan Manuel Fangio      | Officine Alfieri Maserati | Maserati     | Maserati A6SSG | Maserati L6    | P            |
| 6  | José Froilán González   | Officine Alfieri Maserati | Maserati     | Maserati A6SSG | Maserati L6    | P            |
| 7  | Felice Bonetto          | Officine Alfieri Maserati | Maserati     | Maserati A6SSG | Maserati L6    | P            |
| 8  | Onofre Marimon          | Officine Alfieri Maserati | Maserati     | Maserati A6SSG | Maserati L6    | P            |
| 9  | Jean Behra              | Equipe Gordini            | Gordini      | Gordini T16    | Gordini L6     | E            |
| 10 | Maurice Trintignant     | Equipe Gordini            | Gordini      | Gordini T16    | Gordini L6     | E            |
| 11 | Harry Schell            | Equipe Gordini            | Gordini      | Gordini T16    | Gordini L6     | E            |
| 12 | Johnny Claes            | Écurie Belge              | Connaught    | Connaught A    | Lea Francis L4 | E            |
| 14 | Prince Bira             | Connaught Engineering     | Connaught    | Connaught A    | Lea Francis L4 | D            |
| 15 | Roy Salvadori           | Connaught Engineering     | Connaught    | Connaught A    | Lea Francis L4 | D            |
| 16 | Kenneth McAlpine        | Connaught Engineering     | Connaught    | Connaught A    | Lea Francis L4 | D            |
| 17 | Emmanuel de Graffenried | Privé                     | Maserati     | Maserati A6SSG | Maserati L6    | P            |
| 18 | Jacques Swaters         | Écurie Francorchamps      | Ferrari      | Ferrari 500    | Ferrari L4     | E            |
| 19 | Stirling Moss           | Cooper Car Company        | Cooper       | Cooper Special | Alta L4        | D            |
| 20 | Louis Rosier            | Écurie Rosier             | Ferrari      | Ferrari 500    | Ferrari L4     | D            |
| 21 | Hans Stuck              | Privé                     | AFM          | AFM 6          | Bristol L6     | D            |
| 22 | Wolfgang Seidel         | Privé                     | Veritas      | Veritas RS     | Veritas L6     | D            |
| 23 | Willi Heeks             | Privé                     | Veritas      | Veritas Meteor | Veritas L6     | D            |
| 24 | Theo Helfrich           | Privé                     | Veritas      | Veritas RS     | Veritas L6     | D            |
| 26 | Oswald Karch            | Privé                     | Veritas      | Veritas RS     | Veritas L6     | D            |
| 28 | Theo Fitzau             | Helmut Niedermayr         | AFM          | AFM 6          | BMW L6         | D            |
| 29 | Hans Klenk              | Privé                     | Veritas      | Veritas Meteor | Veritas L6     | D            |
| 30 | Ernst Loof              | Privé                     | Veritas      | Veritas Meteor | Veritas L6     | D            |
| 31 | Hans Herrmann           | Hans Klenk                | Veritas      | Veritas Meteor | Veritas L6     | D            |
| 32 | Erwin Bauer             | Privé                     | Veritas      | Veritas RS     | Veritas L6     | D            |
| 34 | Kurt Adolff             | Écurie Espadon            | Ferrari      | Ferrari 166    | Ferrari V12    | P            |
| 35 | Edgar Barth             | EMW Rennkollectiv         | EMW          | EMW R2         | EMW L6         | D            |
| 36 | Rudolf Krause           | Dora Greifzu              | BMW          | BMW Greifzu    | BMW L6         | D            |
| 37 | Ernst Klodwig           | Privé                     | BMW          | BMW Heck       | BMW L6         | D            |
| 38 | Alan Brown              | Equipe anglaise           | Cooper       | Cooper T23     | Bristol L6     | D            |
| 40 | Rodney Nuckey           | Privé                     | Cooper       | Cooper T23     | Bristol L6     | D            |
| 41 | Günther Bechem          | Privé                     | AFM          | AFM 6          | BMW L6         | D            |

## Qualifications
Trois sessions de qualifications ont été prévues, les jeudi, vendredi et samedi précédant la course. Très peu de pilotes sont en piste les deux premiers jours, froids et pluvieux. Nette amélioration le samedi, où les conditions de piste se révèlent idéales. C'est une nouvelle fois Alberto Ascari, triple vainqueur de l'épreuve, qui se montre le plus rapide. Le leader de la Scuderia Ferrari, avec un meilleur temps en 9 min 59 s 8, est le seul à franchir la barre des dix minutes au tour. Dans l'équipe Maserati, en l'absence de José Froilán González blessé, seul Juan Manuel Fangio est capable de tirer le maximum de la vive A6SSG sur ce difficile circuit. Il parvient à devancer les autres pilotes Ferrari, se qualifiant second  à près de quatre secondes de la pole position, reléguant ses coéquipiers Felice Bonetto et Onofre Marimon à plus de trente-sept secondes ! On note également la très belle performance de Maurice Trintignant sur la modeste Gordini T16, qui réalise le cinquième temps absolu, devançant la Ferrari officielle de Luigi Villoresi.
Parmi les nombreux pilotes locaux, la meilleure performance est à mettre à l'actif d'Hans Herrmann, quatorzième sur sa Veritas Meteor, qui concède tout de même une minute à Alberto Ascari. Plus décevantes sont les performances des Ferrari privées du pilote belge Jacques Swaters et du Français Louis Rosier, qui sur des monoplaces certes moins bien préparées mais semblables à celle du champion du monde, sont relégués à 79 et 87 secondes. Certains spectateurs irrespectueux se permettront d'évoquer « l'omnibus de Clermont » à chaque passage du pilote auvergnat !

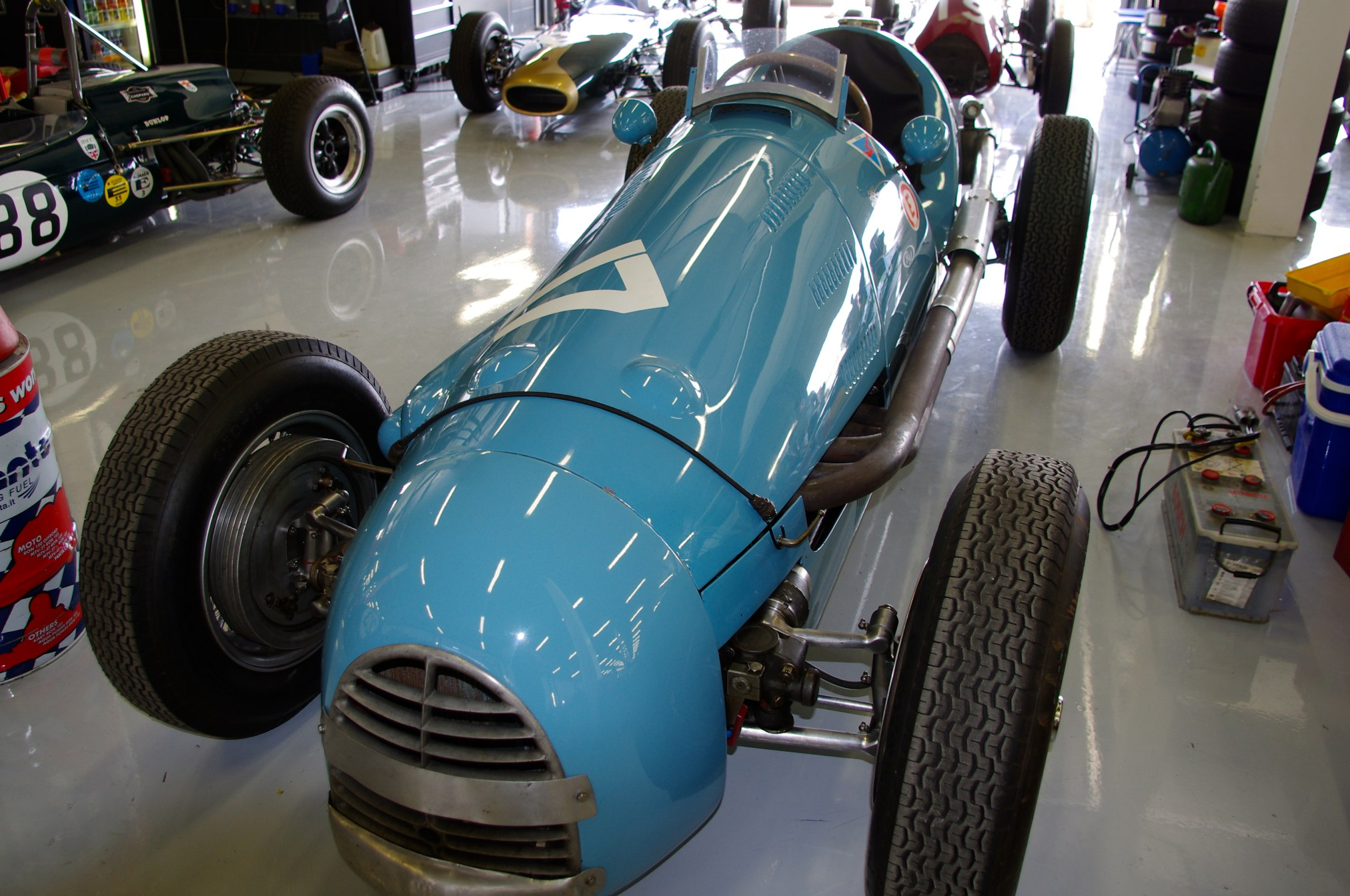
La Gordini T16 pilotée par Trintignant, cinquième des qualifications.

| Pos. | no | Pilote                  | Écurie    | Temps         | Écart          |
| ---- | -- | ----------------------- | --------- | ------------- | -------------- |
| 1    | 1  | Alberto Ascari          | Ferrari   | 9 min 58 s 8  |                |
| 2    | 5  | Juan Manuel Fangio      | Maserati  | 10 min 03 s 7 | + 3 s 9        |
| 3    | 2  | Giuseppe Farina         | Ferrari   | 10 min 04 s 1 | + 4 s 3        |
| 4    | 3  | Mike Hawthorn           | Ferrari   | 10 min 12 s 6 | + 12 s 8       |
| 5    | 10 | Maurice Trintignant     | Gordini   | 10 min 21 s 7 | + 21 s 9       |
| 6    | 4  | Luigi Villoresi         | Ferrari   | 10 min 22 s 8 | + 23 s 0       |
| 7    | 7  | Felice Bonetto          | Maserati  | 10 min 40 s 8 | + 41 s 0       |
| 8    | 8  | Onofre Marimon          | Maserati  | 10 min 41 s 0 | + 41 s 2       |
| 9    | 9  | Jean Behra              | Gordini   | 10 min 45 s 7 | + 45 s 9       |
| 10   | 11 | Harry Schell            | Gordini   | 10 min 46 s 2 | + 46 s 4       |
| 11   | 17 | Emmanuel de Graffenried | Maserati  | 10 min 46 s 6 | + 46 s 8       |
| 12   | 19 | Stirling Moss           | Cooper    | 10 min 48 s 3 | + 48 s 5       |
| 13   | 15 | Roy Salvadori           | Connaught | 10 min 57 s 5 | + 57 s 7       |
| 14   | 31 | Hans Herrmann           | Veritas   | 10 min 59 s 8 | + 1 min 0 s 0  |
| 15   | 14 | Prince Bira             | Connaught | 11 min 02 s 1 | + 1 min 2 s 3  |
| 16   | 16 | Kenneth McAlpine        | Connaught | 11 min 07 s 3 | + 1 min 7 s 5  |
| 17   | 38 | Alan Brown              | Cooper    | 11 min 08 s 7 | + 1 min 8 s 9  |
| 18   | 23 | Willi Heeks             | Veritas   | 11 min 18 s 0 | + 1 min 18 s 2 |
| 19   | 18 | Jacques Swaters         | Ferrari   | 11 min 18 s 9 | + 1 min 19 s 1 |
| 20   | 40 | Rodney Nuckey           | Cooper    | 11 min 22 s 1 | + 1 min 22 s 3 |
| 21   | 28 | Theo Fitzau             | AFM       | 11 min 23 s 4 | + 1 min 23 s 6 |
| 22   | 20 | Louis Rosier            | Ferrari   | 11 min 27 s 4 | + 1 min 27 s 6 |
| 23   | 21 | Hans Stuck              | AFM       | 11 min 37 s 2 | + 1 min 37 s 4 |
| 24   | 35 | Edgar Barth             | EMW       | 11 min 40 s 8 | + 1 min 41 s 0 |
| 25   | 12 | Johnny Claes            | Connaught | 11 min 45 s 5 | + 1 min 45 s 7 |
| 26   | 36 | Rudolf Krause           | BMW       | 11 min 49 s 5 | + 1 min 49 s 7 |
| 27   | 34 | Kurt Adolff             | Ferrari   | 11 min 53 s 1 | + 1 min 53 s 3 |
| 28   | 24 | Theo Helfrich           | Veritas   | 11 min 56 s 3 | + 1 min 56 s 5 |
| 29   | 22 | Wolfgang Seidel         | Veritas   | 11 min 59 s 3 | + 1 min 59 s 5 |
| 30   | 41 | Günther Bechem          | AFM       | 12 min 13 s 3 | + 2 min 13 s 5 |
| 31   | 30 | Ernst Loof              | Veritas   | 12 min 16 s 8 | + 2 min 17 s 0 |
| 32   | 37 | Ernst Klodwig           | BMW       | 12 min 24 s 6 | + 2 min 24 s 8 |

## Grille de départ du Grand Prix
| 1re ligne | Pos. 4                             |                                | Pos. 3                       |                                   | Pos. 2                           |                                   | Pos. 1                         |
|           | Hawthorn Ferrari 10 min 12 s 6     |                                | Farina Ferrari 10 min 04 s 1 |                                   | Fangio Maserati 10 min 03 s 7    |                                   | Ascari Ferrari 9 min 59 s 8    |
| 2e ligne  |                                    | Pos. 7                         |                              | Pos. 6                            |                                  | Pos. 5                            |                                |
|           |                                    | Bonetto Maserati 10 min 40 s 8 |                              | Villoresi Ferrari 10 min 22 s 8   |                                  | Trintignant Gordini 10 min 21 s 7 |                                |
| 3e ligne  | Pos. 11                            |                                | Pos. 10                      |                                   | Pos. 9                           |                                   | Pos. 8                         |
|           | Graffenried Maserati 10 min 46 s 6 |                                | Schell Gordini 10 min 46 s 2 |                                   | Behra Gordini 10 min 45 s 7      |                                   | Marimon Maserati 10 min 41 s 0 |
| 4e ligne  |                                    | Pos. 14                        |                              | Pos. 13                           |                                  | Pos. 12                           |                                |
|           |                                    | Herrmann Veritas 10 min 59 s 8 |                              | Salvadori Connaught 10 min 57 s 5 |                                  | Moss Cooper 10 min 48 s 3         |                                |
| 5e ligne  | Pos. 18                            |                                | Pos. 17                      |                                   | Pos. 16                          |                                   | Pos. 15                        |
|           | Heeks Veritas 11 min 18 s 0        |                                | Brown Cooper 11 min 08 s 7   |                                   | McAlpine Connaught 11 min 07 s 3 |                                   | Bira Connaught 11 min 02 s 1   |
| 6e ligne  |                                    | Pos. 21                        |                              | Pos. 20                           |                                  | Pos. 19                           |                                |
|           |                                    | Fitzau AFM 11 min 23 s 4       |                              | Nuckey Cooper 11 min 22 s 1       |                                  | Swaters Ferrari 11 min 18 s 9     |                                |
| 7e ligne  | Pos. 25                            |                                | Pos. 24                      |                                   | Pos. 23                          |                                   | Pos. 22                        |
|           | Claes Connaught 11 min 45 s 5      |                                | Barth EMW 11 min 40 s 8      |                                   | Stuck AFM 11 min 37 s 2          |                                   | Rosier Ferrari 11 min 27 s 4   |
| 8e ligne  |                                    | Pos. 28                        |                              | Pos. 27                           |                                  | Pos. 26                           |                                |
|           |                                    | Helfrich Veritas 11 min 56 s 3 |                              | Adolff Ferrari 11 min 53 s 1      |                                  | Krause BMW 11 min 49 s 5          |                                |
| 9e ligne  | Pos. 32                            |                                | Pos. 31                      |                                   | Pos. 30                          |                                   | Pos. 29                        |
|           | Klodwig BMW 12 min 24 s 6          |                                | Loof Veritas 12 min 16 s 8   |                                   | Bechem AFM 12 min 13 s 3         |                                   | Seidel Veritas 11 min 59 s 3   |
| 10e ligne |                                    |                                | Pos. 34                      |                                   | Pos. 33                          |                                   |                                |
|           |                                    |                                | Karch Veritas pas de temps   |                                   | Bauer Veritas pas de temps       |                                   |                                |

## Déroulement de la course
Près de deux cent mille spectateurs assistent à la course, par un temps chaud et ensoleillé. La plupart des concurrents vont effectuer la totalité du parcours sans ravitailler. C'est la Maserati de Juan Manuel Fangio qui effectue le meilleur départ. Le champion argentin aborde la courbe sud devant les Ferrari d'Alberto Ascari et Mike Hawthorn. Depuis la troisième ligne, Emmanuel de Graffenried (Maserati) a effectué un superbe envol, et vire en quatrième position, devant Giuseppe Farina (Ferrari), Maurice Trintignant (Gordini), Luigi Villoresi (Ferrari) et Felice Bonetto (Maserati). Sur ce circuit très sinueux, privilégiant la souplesse du moteur et les qualités de motricité et de freinage, la monoplace d'Ascari est nettement supérieure à la Maserati : le champion du monde attaque immédiatement Fangio, qu'il dépasse après une dizaine de kilomètres, creusant tout de suite un écart important. Bien parti et tournant dans le rythme de Farina et Villoresi, Trintignant ne profite pas longtemps de sa beau début de course : après environ sept kilomètres, une dent de couronne de pont casse, provoquant l'abandon immédiat de la meilleure Gordini. À la fin du premier tour, Ascari compte déjà onze secondes d'avance sur Fangio, lui-même talonné par Hawthorn, alors que Farina, Villoresi et Bonetto, qui ont débordé Graffenried, comptent déjà plus de vingt-sept secondes de retard sur le leader.
Hawthorn parvient à dépasser Fangio durant le deuxième tour, pour le gain de la seconde place, sans toutefois parvenir à le distancer, les deux hommes se livrant à un duel sans répit, à bonne distance toutefois d'Ascari qui continue à augmenter son avance. Celle-ci va culminer à environ quarante secondes peu avant la fin du cinquième tour, lorsque dans la ligne droite, à l'approche de Tiergarten la roue avant droite de la Ferrari de tête se détache brusquement. Le champion italien, qui roule alors à plus de 230 km/h, fait alors preuve d'une admirable maîtrise : il parvient à contrôler sa monoplace en perdition, puis à négocier les 1500 mètres restant sur trois roues et un tambour de frein, regagnant son stand dans une gerbe d'étincelles ! La réparation va durer plus de quatre minutes, et lorsqu'il repart sous les acclamations du public, Ascari se retrouve alors en neuvième position.
Hawthorn et Fangio, toujours roues dans roues, mènent désormais la course, mais sont désormais directement menacés par Farina, qui a nettement haussé le rythme. À la fin du septième tour, il a rejoint les hommes de tête. Au début du huitième, il déborde Fangio et quelques kilomètres plus loin dépasse Hawthorn et s'empare de la première place. Le jeune Britannique se fait également doubler par Fangio quelques instants après. Quant à Ascari, qui enchaîne les records du tour, il est remonté en septième position et s'apprête à attaquer Graffenried. À mi-distance, Farina a porté son avance à plus de onze secondes sur Fangio, qui a distancé Hawthorn d'environ treize secondes. Villoresi, quatrième, compte plus d'une minute de retard, tandis qu'Ascari, remonté à la cinquième place, s'arrête une nouvelle fois au stand, le tambour de frein endommagé ne lui permettant pas de continuer dans de bonnes conditions. Ferrari fait alors arrêter Villoresi, les deux pilotes échangeant leurs montures. Reparti quatrième, Ascari va alors tourner à un rythme de qualification; il effectue son douzième tour en 9 min 56 s, améliorant de près de quatre secondes le temps de la pole position, s'approchant des 138 km/h de moyenne. Son écart sur Hawthorn, qui le précède, est tombé à moins de deux minutes; reprenant une seconde au kilomètre à son coéquipier britannique, Ascari peut encore espérer une troisième place. Le treizième tour est accompli en dix minutes, le quatorzième également, le champion italien effectue une course exemplaire et se rapproche de son objectif. Mais quelques kilomètres plus loin, une inquiétante fumée bleue se dégage du moteur, et c'est à allure réduite que le champion du monde rejoint son stand pour abandonner.
En tête, Farina effectue une convaincante prestation, s'étant mis hors de portée de Fangio qui assure désormais sa deuxième place, loin devant Hawthorn. L'abandon d'Ascari permet au vétéran Bonetto d'occuper la quatrième place. Les positions sont acquises, et la course se termine sans changement notable, seuls ces quatre pilotes terminant dans le même tour. En difficulté avec ses freins en fin d'épreuve, Graffenried termine de justesse à la cinquième place, juste devant Stirling Moss qui a réalisé une très belle course au volant de sa modeste Cooper. Reparti avec un tour de retard sur la voiture blessée d'Ascari, Villoresi a réussi à terminer la course, et se classe huitième devant la Veritas de l'espoir allemand Hans Herrmann.

### Classements intermédiaires
Classements intermédiaires des monoplaces aux premier, deuxième, quatrième, sixième, huitième, neuvième, douzième et quinzième tours.

### Classement de la course

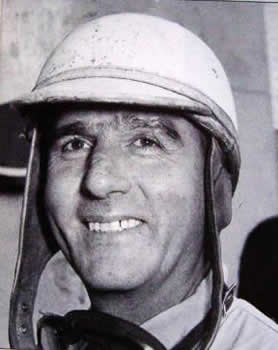
Belle victoire de Giuseppa Farina.

| Pos  | no | Pilote                         | Écurie                | Tours | Temps/Abandon                      | Grille | Points |
| ---- | -- | ------------------------------ | --------------------- | ----- | ---------------------------------- | ------ | ------ |
| 1    | 2  | Giuseppe Farina                | Ferrari               | 18    | 3 h 2 min 25 s 0                   | 3      | 8      |
| 2    | 5  | Juan Manuel Fangio             | Maserati              | 18    | 3 h 3 min 29 s 0 (+ 1 min 4 s 0)   | 2      | 6      |
| 3    | 3  | Mike Hawthorn                  | Ferrari               | 18    | 3 h 4 min 8 s 6 (+ 1 min 43 s 6)   | 4      | 4      |
| 4    | 7  | Felice Bonetto                 | Maserati              | 18    | 3 h 11 min 13 s 6 (+ 8 min 48 s 6) | 7      | 3      |
| 5    | 17 | Emmanuel de Graffenried        | Maserati              | 17    | 3 h 4 min 40 s 4 (+ 1 tour)        | 11     | 2      |
| 6    | 19 | Stirling Moss                  | Cooper-Alta           | 17    | 3 h 6 min 50 s 9 (+ 1 tour)        | 12     |        |
| 7    | 18 | Jacques Swaters                | Ferrari               | 17    | 3 h 7 min 29 s 9 (+ 1 tour)        | 19     |        |
| 8    | 1  | Alberto Ascari Luigi Villoresi | Ferrari               | 17    | 3 h 7 min 51 s 8 (+ 1 tour)        | 1      |        |
| 9    | 31 | Hans Herrmann                  | Veritas               | 17    | 3 h 9 min 53 s 4 (+ 1 tour)        | 14     |        |
| 10   | 20 | Louis Rosier                   | Ferrari               | 17    | 3 h 11 min 8 s 4 (+ 1 tour)        | 22     |        |
| 11   | 40 | Rodney Nuckey                  | Cooper-Bristol        | 16    | 3 h 7 min 44 s 6 (+ 2 tours)       | 20     |        |
| 12   | 24 | Theo Helfrich                  | Veritas               | 16    | 3 h 10 min 17 s 6 (+ 2 tours)      | 28     |        |
| 13   | 16 | Kenneth McAlpine               | Connaught-Lea Francis | 16    | 3 h 10 min 52 s 2 (+ 2 tours)      | 16     |        |
| 14   | 36 | Rudolf Krause                  | BMW                   | 16    | 3 h 12 min 45 s 2 (+ 2 tours)      | 26     |        |
| 15   | 37 | Ernst Klodwig                  | BMW                   | 15    | + 3 tours                          | 32     |        |
| 16   | 22 | Wolfgang Seidel                | Veritas               | 14    | + 4 tours                          | 29     |        |
| Abd. | 4  | Luigi Villoresi Alberto Ascari | Ferrari               | 15    | Moteur                             | 6      | 1      |
| Abd. | 38 | Alan Brown                     | Cooper-Bristol        | 15    | Moteur                             | 17     |        |
| Abd. | 8  | Onofre Marimón                 | Maserati              | 13    | Suspension                         | 8      |        |
| Abd. | 35 | Edgar Barth                    | EMW                   | 12    | Echappement                        | 24     |        |
| Abd. | 12 | Johnny Claes                   | Connaught-Lea Francis | 12    | Moteur                             | 25     |        |
| Abd. | 26 | Oswald Karch                   | Veritas               | 10    | Moteur                             | 34     |        |
| Abd. | 23 | Willi Heeks                    | Veritas               | 8     | Transmission                       | 18     |        |
| Abd. | 9  | Jean Behra                     | Gordini               | 7     | Boîte de vitesses                  | 9      |        |
| Abd. | 11 | Harry Schell                   | Gordini               | 6     | Moteur                             | 10     |        |
| Abd. | 14 | Prince Bira                    | Connaught-Lea Francis | 6     | Suspension                         | 15     |        |
| Abd. | 28 | Theo Fitzau                    | AFM-BMW               | 3     | Moteur                             | 21     |        |
| Abd. | 34 | Kurt Adolff                    | Ferrari               | 3     | Transmission                       | 27     |        |
| Abd. | 41 | Günther Bechem                 | AFM-BMW               | 2     | Moteur                             | 30     |        |
| Abd. | 10 | Maurice Trintignant            | Gordini               | 1     | Différentiel                       | 5      |        |
| Abd. | 15 | Roy Salvadori                  | Connaught-Lea Francis | 1     | Moteur                             | 13     |        |
| Abd. | 32 | Erwin Bauer                    | Veritas               | 1     | Moteur                             | 33     |        |
| Abd. | 21 | Hans Stuck                     | AFM-Bristol           | 0     | Moteur                             | 23     |        |
| Abd. | 30 | Ernst Loof                     | Veritas               | 0     | Pompe à essence                    | 31     |        |

Légende:
- Abd.= Abandon.

### Pole position et record du tour
- Pole position :  Alberto Ascari en 9 min 59 s 8 (vitesse moyenne : 136,906 km/h).  Temps réalisé lors de la troisième journée d'essais[5].
- Meilleur tour en course :  Alberto Ascari en 9 min 56 s 0 (vitesse moyenne : 137,779 km/h) au douzième tour.

### Tours en tête
- Alberto Ascari : 4 tours (1-4)
- Mike Hawthorn : 3 tours (5-7)
- Giuseppe Farina : 11 tours (8-18)

## Classement général à l'issue de la course
- attribution des points : 8, 6, 4, 3, 2 respectivement aux cinq premiers de chaque épreuve et 1 point supplémentaire pour le pilote ayant accompli le meilleur tour en course (signalé par un astérisque). Le point du record du tour est partagé entre Alberto Ascari et José Froilán González au Grand Prix de Grande Bretagne.
- Le règlement permet aux pilotes de se relayer sur une même voiture, les points éventuellement acquis étant alors partagés. Sam Hanks et Duane Carter marquent chacun deux points pour leur troisième place à Indianapolis, Fred Agabashian et Paul Russo marquent chacun un point et demi pour leur quatrième place dans cette même course, Felice Bonetto et José Froilán González marquent chacun deux points pour leur troisième place aux Pays-Bas.
- Seuls les quatre meilleurs résultats sont comptabilisés. Alberto Ascari doit donc décompter les trois points acquis en France et le point acquis en Allemagne, totalisant trente-trois points et demi effectifs pour trente-sept points et demi marqués. De même, Mike Hawthorn doit décompter les deux points acquis en Grande-Bretagne, totalisant dix-huit points effectifs pour vingt points marqués, et José Froilán González doit décompter le point acquis en Belgique, totalisant treize points et demi effectifs pour quatorze points et demi marqués.
- Sur dix épreuves qualificatives prévues pour le championnat du monde 1953, neuf seront effectivement courues : en septembre les organisateurs du Grand Prix d'Espagne (programmé le 26 octobre) annuleront l'épreuve à la suite de l'annonce du forfait de la Scuderia Ferrari pour cette course[13].

| Pos. | Pilote                  | Écurie       | Points      | ARG | 500 | NL | BEL  | FRA | GBR  | ALL  | SUI | ITA | ESP |
| ---- | ----------------------- | ------------ | ----------- | --- | --- | -- | ---- | --- | ---- | ---- | --- | --- | --- |
| 1    | Alberto Ascari          | Ferrari      | 33,5 (37,5) | 9*  | -   | 8  | 8    | (3) | 8,5* | (1*) |     |     |     |
| 2    | Giuseppe Farina         | Ferrari      | 20          | -   | -   | 6  | -    | 2   | 4    | 8    |     |     |     |
| 3    | Juan Manuel Fangio      | Maserati     | 19          | -   | -   | -  | -    | 7*  | 6    | 6    |     |     |     |
| 4    | Mike Hawthorn           | Ferrari      | 18 (20)     | 3   | -   | 3  | -    | 8   | (2)  | 4    |     |     |     |
| 5    | José Froilán González   | Maserati     | 13,5 (14,5) | 4   | -   | 2  | (1*) | 4   | 3,5* | -    |     |     |     |
| 6    | Luigi Villoresi         | Ferrari      | 13          | 6   | -   | 1* | 6    | -   | -    | -    |     |     |     |
| 7    | Bill Vukovich           | Kurtis Kraft | 9           | -   | 9*  | -  | -    | -   | -    | -    |     |     |     |
| 8    | Emmanuel de Graffenried | Maserati     | 7           | -   | -   | 2  | 3    | -   | -    | 2    |     |     |     |
| 9    | Art Cross               | Kurtis Kraft | 6           | -   | 6   | -  | -    | -   | -    | -    |     |     |     |
| 10   | Felice Bonetto          | Maserati     | 5           | -   | -   | 2  | -    | -   | -    | 3    |     |     |     |
| 11   | Onofre Marimon          | Maserati     | 4           | -   | -   | -  | 4    | -   | -    | -    |     |     |     |
| 12   | Sam Hanks               | Kurtis Kraft | 2           | -   | 2   | -  | -    | -   | -    | -    |     |     |     |
|      | Duane Carter            | Kurtis Kraft | 2           | -   | 2   | -  | -    | -   | -    | -    |     |     |     |
|      | Oscar Alfredo Gálvez    | Maserati     | 2           | 2   | -   | -  | -    | -   | -    | -    |     |     |     |
|      | Jack McGrath            | Kurtis Kraft | 2           | -   | 2   | -  | -    | -   | -    | -    |     |     |     |
|      | Maurice Trintignant     | Gordini      | 2           | -   | -   | -  | 2    | -   | -    | -    |     |     |     |
| 17   | Fred Agabashian         | Kurtis Kraft | 1,5         | -   | 1,5 | -  | -    | -   | -    | -    |     |     |     |
|      | Paul Russo              | Kurtis Kraft | 1,5         | -   | 1,5 | -  | -    | -   | -    | -    |     |     |     |

## À noter
- 5e victoire en championnat du monde pour Giuseppe Farina.
- 16e victoire en championnat du monde pour Ferrari en tant que constructeur.
- 16e victoire en championnat du monde pour Ferrari en tant que motoriste.
- Voitures copilotées : 
  - n°1 : Alberto Ascari (9 tours) puis Luigi Villoresi (8 tours)
  - n°4 : Luigi Villoresi (10 tours) puis Alberto Ascari (5 tours)